# Passeport dominicain
Le passeport dominicain est un document de voyage international délivré aux ressortissants dominicains, et qui peut aussi servir de preuve de la citoyenneté dominicaine.